# Maria da Conceição Moita
Maria da Conceição Moita (Alcanena, 5 de abril de 1937 - 30 de março de 2021), também conhecida por Xexão, foi uma educadora portuguesa e activista na luta contra a ditadura do Estado Novo.
Católica progressista, participou em ações contra a ditadura e a Guerra Colonial e deu apoio logístico às Brigadas Revolucionárias. Foi presa pela PIDE em dezembro de 1973, tendo sido libertada após o 25 de abril de 1974.
Além da luta pela democracia, dedicou-se ao longo da sua vida à educação e à intervenção cívica e social.

## Percurso
Filha de um industrial de Alcanena e de mãe profundamente católica, Maria da Conceição Moita nasce no final da década de 1930 e vem para Lisboa dez anos depois, com a avó e o irmão mais velho, que ingressara na universidade.  
Tornar-se-ia educadora de infância, num tempo em que a profissão era ainda rara. Inicia assim uma jornada apaixonada pela educação, primeiro de crianças, depois focada na formação de professores.
Foi professora de Religião e Moral em Liceus de Lisboa e no Barreiro. Trabalhou no movimento “O Ninho” com raparigas pobres que se entregavam à prostituição. Dirigiu uma secção da Casa Pia de Lisboa. Fez um Mestrado em Ciências da Educação.
Ainda adolescente, integrou um movimento católico denominado “A União Noelista”, um movimento que foi recrutando mulheres que vieram a ter algum protagonismo nos planos social, cultural e eclesial.
A primeira ação de rua em que Maria da Conceição Moita participou foi em Fátima, num 13 de Maio. Nesse dia foram distribuídos milhares de panfletos em que se afirmava que “a mensagem de Fátima só podia fazer apelo à paz e que os católicos deviam assumir de uma maneira muito clara e muito firme a luta contra a guerra em África”.
Em dezembro de 1972, Conceição Moita foi o principal rosto da organização da Vigília da Capela do Rato contra a Guerra Colonial. No dia 30 desse mês, dirigindo-se ao microfone no final da missa na capela, comunicou à sua comunidade que ficaria em vigília na capela por 48 horas, para discutirem a paz. Quem quisesse, poderia ficar dois dias em jejum ou greve de fome, a rezar, cantar, reflectir e meditar, em sinal denúncia da guerra colonial, de solidariedade com as suas vítimas de ambos os lados e em protesto pela ausência de tomadas de posição da hierarquia católica contra a guerra que já ceifara milhares de vidas em Angola, Moçambique e Guiné-Bissau.
A polícia política entrou de imediato e muitas pessoas foram presas, algumas sem sequer estarem ligadas aos acontecimentos, sobretudo jovens. Na altura foi interrogada pela PIDE, mas continuaria na luta antifascista.
Também em 1972, Conceição Moita foi contactada por Carlos Antunes, dirigente do PRP, e militante das Brigadas Revolucionárias (BR), no sentido de dar apoio logístico à luta que tinham iniciado. A sua colaboração passou por ter uma casa arrendada em meu nome para apoio aos clandestinos e dar várias boleias.
Por essa razão, a 6 de dezembro de 1973 foi presa pela PIDE quando se preparava para sair de casa e fugir para Paris, depois de vários outros amigos e companheiros terem sido detidos, incluindo o seu irmão Luís. Foi torturada, submetida a isolamento e ficou na prisão de Caxias até ao 25 de Abril. Os portões da prisão abriram-se no dia 26 de abril. Maria da Conceição conta, no livro Os Últimos Presos do Estado Novo, de Joana Pereira Bastos como por momentos se sentiu à beira da demência e do esgotamento, cansada “até ao fundo da alma”.
Nos primeiros anos após o 25 de Abril de 1974, Conceição Moita dinamiza os Cristãos Pelo Socialismo (CPS), envolve-se nos Cristãos em Reflexão Permanente ou no grupo do jornal Libertar, e é uma das impulsionadoras das assembleias que desembocariam no Encontro Nacional de Cristãos. Neste último, havia pessoas marcantes do que viria a ser a intervenção ou a reflexão católica: frei Bento Domingues, padre João Resina Rodrigues, Manuela Silva, António Matos Ferreira ou Fernando Gomes da Silva, entre outros.
A militância política mais directa arrefeceria, ao mesmo tempo que crescia o seu empenho na vida profissional, com a APEI - Associação de Profissionais de Educação de Infância (onde fundou os Cadernos de Educação de Infância, ainda hoje publicados), em grupos católicos de debate ou intervenção, bem como em iniciativas cívicas. Destas, é exemplo a Campo Vivo, uma dinâmica de moradores do bairro de Campo de Ourique, onde morava, preocupada com a criação de laços de vizinhança, apoio aos mais isolados e a animação sociocultural do bairro.
No início dos anos 2000, Conceição Moita seria uma das coordenadoras de uma equipa que elaborou um dos projectos para novos catecismos para a infância – e que acabariam preteridos, enquanto catecismos oficiais. O resultado do trabalho, ilustrado por Madalena Matoso, foi publicado em três livros que continuam a ser usados em muitas paróquias e vendidos pela Paulinas Editora: Onde Moras?, A Quem Iremos? e Nascer de Novo.
Em 2003, envolveu-se na luta contra a invasão do Iraque, juntamente com Maria de Lourdes Pintasilgo ou o bispo Januário Torgal Ferreira, entre outros.
Entre 2014 e 2015, Conceição Moita seria ainda uma das dinamizadoras e organizadoras das seis sessões da dinâmica Escutar a Cidade, que pretendia ouvir não-crentes sobre o que esperavam dos cristãos, numa altura em que o Patriarcado promovia o sínodo diocesano.
As últimas duas décadas da sua actividade profissional foram dedicadas, na Escola Superior de Educação, em Lisboa, à formação de professores e educadores.
Faleceu a 30 de março de 2021, aos 83 anos, vítima de doença oncológica.

## Prémios e Reconhecimentos
O Parlamento Português homenageou Conceição Moita, aprovando um voto de pesar, por unanimidade e assinado pelo presidente do parlamento, Ferro Rodrigues, e por deputados de todos partidos.

## Obra
- Para uma ética situada dos profissionais de educação de infância (1ª ed. - Lisboa : APEI, 2012), ISBN 978-989-98072-1-1.[4][11]
- Colaborou na obra Vidas de professores, organizada por António Nóvoa, ISBN 978-972-0-34104-4, com o texto “Percursos de formação e de transformação”.[2][12]

## Lista de Referências
1. 1 2  «Voto de pesar em Alcanena pela morte de Maria da Conceição Moita». O Mirante. 9 de abril de 2021. Consultado em 25 de abril de 2021
2. 1 2 3 4 5 6 7 8 9  «Morreu Maria da Conceição Moita, uma Mulher de Abril». Esquerda. 30 de março de 2021. Consultado em 25 de abril de 2021
3. 1 2 3 4 5 6  Bugalho, Sebastião (2 de abril de 2021). «Xexão (1937-2021)». www.dn.pt. Consultado em 25 de abril de 2021
4. 1 2 3 4 5 6 7 8 9 10 11 12  Marujo, António (31 de março de 2021). «Maria da Conceição Moita (1937-2021): libertadora da nossa liberdade». Sete Margens. Consultado em 25 de abril de 2021
5. 1 2 3  «Na morte de Maria da Conceição Moita». União de Resistentes Antifascistas Portugueses. 30 de março de 2021. Consultado em 25 de abril de 2021
6. 1 2 3  «Parlamento homenageia Conceição Moita, militante católica antifascista». Observador. Agência Lusa. 8 de abril de 2021. Consultado em 25 de abril de 2021
7. ↑  Rui Jorge Martins (2 de abril de 2021). ««"Não tenho medo de morrer porque vou ver Deus", dizia ela. Eu não tenho dúvidas»». Secretariado Nacional da Pastoral da Cultura. Consultado em 25 de abril de 2021
8. ↑  «Presidente da República evoca Maria da Conceição Moita». Presidência da República Portuguesa. 30 de março de 2021. Consultado em 25 de abril de 2021
9. ↑  José Pedro Castanheiro (24 de abril de 2021). «Maria da Conceição Moita. A mulher sem medo que a polícia política prendeu e torturou». Jornal Expresso. Consultado em 25 de abril de 2021
10. 1 2  Carmo, Cátia (30 de março de 2021). «Morreu Maria da Conceição Moita, resistente antifascista». TSF Rádio Notícias. Consultado em 25 de abril de 2021
11. ↑  «BNP - Para uma ética situada dos profissionais de educação de infância». bibliografia.bnportugal.pt. Consultado em 25 de abril de 2021
12. ↑  Vidas de Professores - Porto Editora. [S.l.: s.n.]